# Mohan Shamsher Jang Bahadur Rana

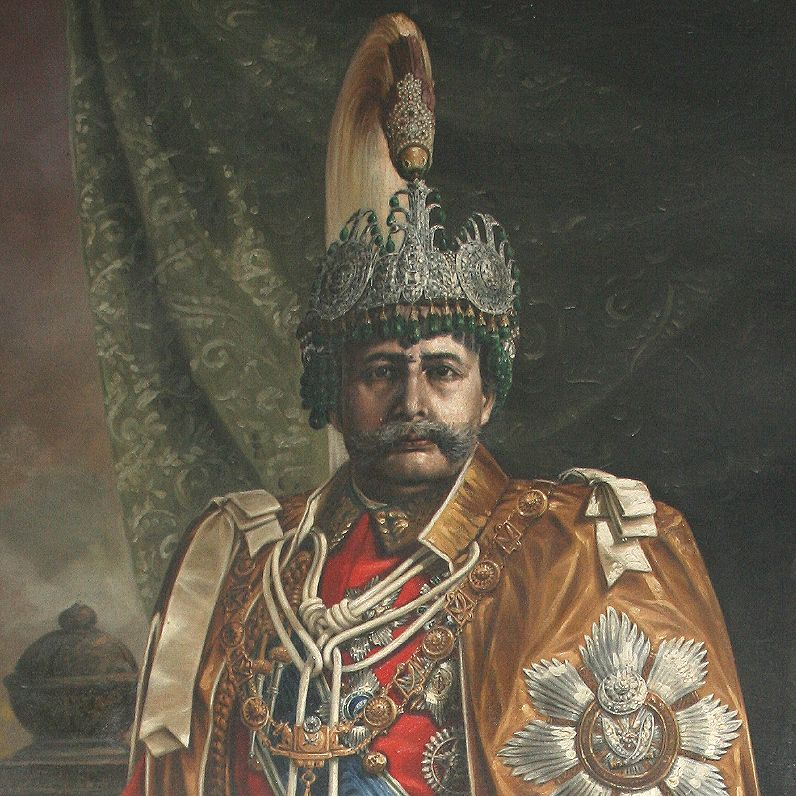
Mohan Shamsher Jang Bahadur Rana

Mohan Shamsher Jang Bahadur Rana (nepali: श्री ३ मोहन शमशेर जङ्गबहादुर राणा; * 23. Dezember 1885; † 6. Januar 1967 in Bangalore) war vom 30. April 1948 bis 12. November 1951  Premierminister von Nepal.

## Leben
Mohan Shamsher Jang Bahadur Rana gehörte der Rana-Dynastie an, die von 1846 bis 1951 die autoritär regierenden Premierminister von Gorkha bzw. Nepal stellte. Er war der Sohn des 5. Rana-Premierministers von Nepal, Chandra Shamsher Jang Bahadur Rana, und Bada Maharani Chandra Loka Bhakta Lakshmi Devi. Im Jahr 1900 heiratete er Bada Maharani Dikshya Kumari, die zweite Tochter von Kunwar Indar Bir Singh Rathor, von Marma Doti. Er hatte mit ihr zwei Söhne und sechs Töchter.
Als der ebenfalls aus der Familie Rana stammende Premierminister Padma Shamsher Jang Bahadur Rana 1948 eine neue Verfassung in Nepal einführen wollte, wurde dieser vom nepalesischen Militär unter der Führung Mohan Shamshers gestürzt. Mohan Shamsher Jang Bahadur Rana übernahm das Amt des Premierministers und war auch Außenminister von Nepal. 1950 ging König Tribhuvan, der auf Wiederherstellung seiner Macht als König hoffte, nach Indien, an dessen Grenze kurz darauf Unruhen ausbrachen. Die Ranas behielten militärisch zunächst die Oberhand und setzten seinen Enkel Gyanendra auf den Thron. Um zu verhindern, dass China die politischen Unruhen in Nepal zur Durchsetzung seiner Annexionsansprüche ausnutzte, griff Indien ein und zwang die Ranas und König Tribhuvan zum Kompromiss, eine konstitutionelle Monarchie einzuführen. Sowohl die Ranas als auch der oppositionelle Nepali Congress erhielten einen Teil der Macht im Parlament. Aktives und passives Frauenwahlrecht wurden 1951 Gesetz. Matrika Prasad Koirala vom Nepali Congress übernahm am 12. November 1951 das Amt des Premierministers. Der Nepali Congress zerbrach jedoch schnell in kleinere Parteien, die nach der Macht strebten.
Am 14. Dezember 1951 ging Mohan Shumsher ins selbstgewählte Exil nach Indien und starb 1967 in Bangalore im Alter von 81 Jahren.

## Ehrungen (Auswahl)
- Honorary Knight Grand Cross of the Order of the Bath
- Honorary Knight Grand Commander of the Order of the Indian Empire
- Honorary Knight Grand Cross of the Order of the British Empire
- Großkreuz der Ehrenlegion